# Epidendrum cesar-fernandezii
Epidendrum cesar-fernandezii är en orkidéart som beskrevs av Germán Carnevali och Ivón Mercedes Ramírez Morillo. Epidendrum cesar-fernandezii ingår i släktet Epidendrum och familjen orkidéer. Inga underarter finns listade i Catalogue of Life.